# Burg Kreidenstein
Die Burg Kreidenstein, alt bzw. fehlerhaft auch Kreudenstein genannt, ist die Ruine einer hochmittelalterlichen Höhenburg 600 Meter südwestlich des Reinfelderhofes, einer einst zu Beuron gehörenden Domäne im Landkreis Sigmaringen in Baden-Württemberg.

## Geographische Lage
Die nördlich von Fridingen am Ende eines abgeflachten, felsigen Höhensporns hoch über dem Bäratal auf 740 m ü. NN liegende Spornburg befindet sich in unmittelbarer Nähe der Burgruine Pfannenstiel, getrennt durch den tiefen Einschnitt eines Trockentales.
Die durch vier Grenzsteine markierte Gemarkungsgrenze, ehemals württemberg-hohenzollerische Landesgrenze, läuft durch das Burggelände. Der größte Teil befindet sich auf der Gemarkung von Beuron und gehört somit zum Landkreis Sigmaringen.
Die frei zugängliche Burganlage befindet sich bei rund 740 Meter über Normalnull, das Bäratal bei rund 640 Meter über Normalnull.

## Geschichte
Über das Schicksal der Burg und ihre Besitzer ist wenig bekannt. Nach mündlicher Überlieferung ist die benachbarte Burg Pfannenstiel durch Feuer infolge eines nächtlichen Blitzschlags zerstört worden. Bei dem Feuer soll eine Ritterstochter umgekommen sein, welche einem Diener den Auftrag gegeben haben soll, ihren jüngeren Bruder zuvor zu ertränken. Der Diener übergab jedoch das Kind einer alten Frau im Bäratal. Der „zu einem statthaften Jüngling herangewachsene Bruder“ wollte von Pfannenstiel nichts mehr wissen und soll dann auf dem Nachbarfelsen die Burg Kreidenstein erbaut haben.
Erst aus dem Jahre 1456 gibt es Informationen über die Kreidenstein. So war von 1456 bis 1469 ein Wilhelm von Kreidenstein Propst im Kloster Beuron. Wilhelm entstammte der Rottweiler Patrizierfamilie Spretter. Nach dem Erwerb der Burg nannten sie sich nach dieser Spretter von Kreidenstein. Des Weiteren waren Angehörige dieser Familie Richter am kaiserlichen Hofgericht. Propst Wilhelm, letzter der Spretter von Kreidenstein, vermachte im Jahr 1470 die Burg mit allem Zubehör und der Fischenz (das Recht zu fischen) in der Bära dem Kloster Beuron. Mit der Säkularisation im Jahre 1803 ging der Beuroner Besitz mit dem „Burgstall Kreidenstein“ an die Fürsten von Hohenzollern-Sigmaringen, die sie bis heute besitzen.

## Beschreibung

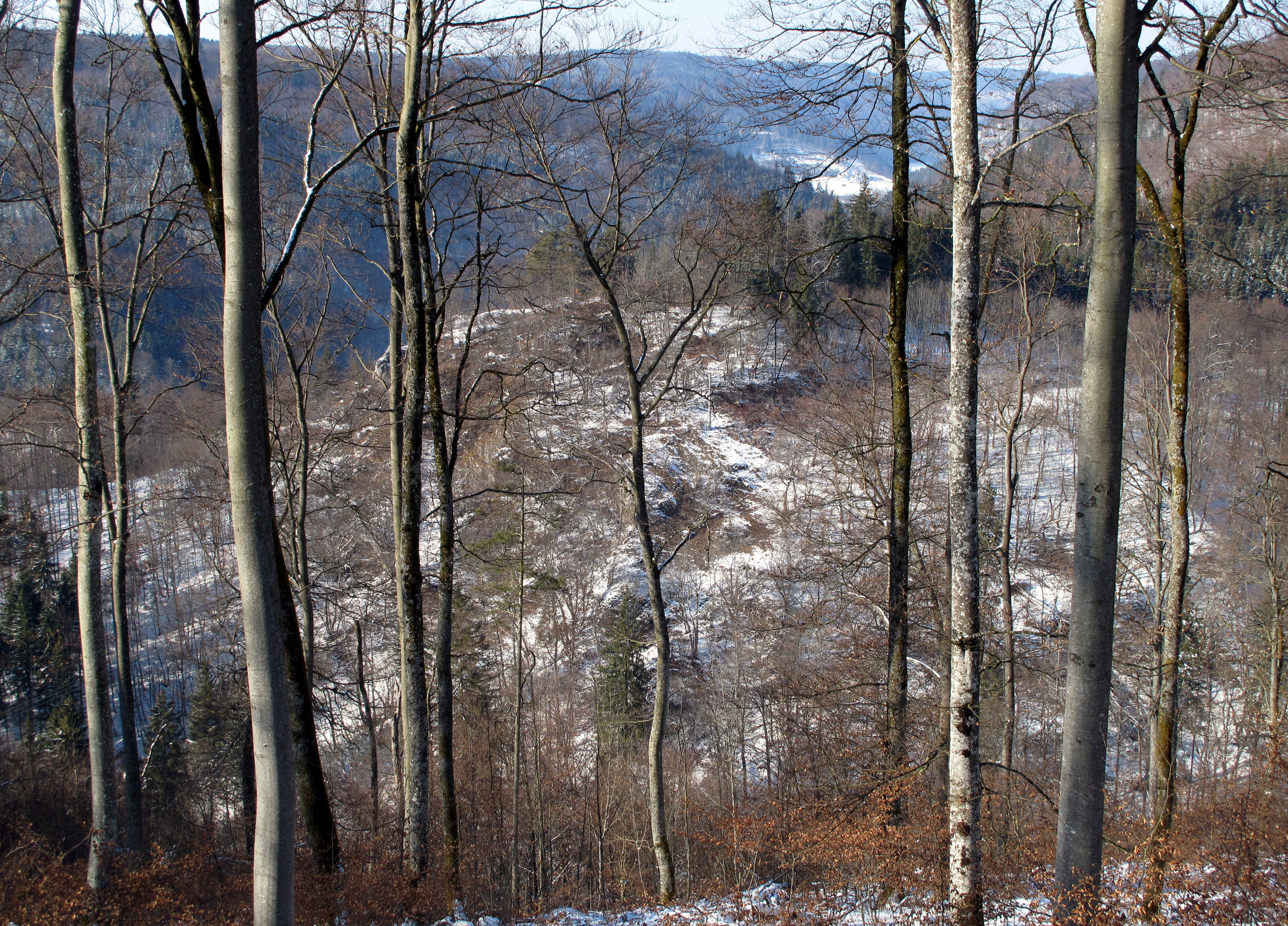
Burgfels von Südosten

Von der ehemaligen Burganlage sind nur noch wenige Reste erhalten. Der sonst typische Halsgraben zur Bergseite fehlt gänzlich. Dieser war nicht erforderlich, da die Vorburg auf einem natürlichen 3,5 Meter hohen Felssockel errichtet werden konnte. Links des Sockels befindet sich der tieferliegende Zugang zur Vorburg und deren Burghof im Südwesten mit Gebäuderesten. Im Nordwesten der Vorburg erhielt sich geringe Mauerreste, welche die Lage eines größeren Gebäudes mit innenseitig erkennbarer Verblendung als Bruchsteinmauer erahnen lässt. Die Vorburg maß rund 55 Meter in der Länge und 15 bis 20 Meter in der Breite.
Die verhältnismäßig kleine Kernburg befindet sich im westlichen Teil der Burganlage hinter einem 10 Meter breiten Abschnittsgraben. Die Kernburg verfügt an schmalster Stelle über wenige Reste eines Wohnturms mit einer Grundfläche von 5,50 mal 8,60 Meter. Mauerwerk und Schutt sind noch bis zu 70 Zentimeter hoch. Das Gelände endet nach rund 20 Meter in steilen Felsstufen.